# OGame
OGame (nebo také Ogame) je browserová MMO textová počítačová hra z prostředí budoucnosti. V současnosti v české verzi existuje 16 serverů (ve hře nazývaných vesmíry). Hra byla dokončena roku 2000 a Gameforge hru vydalo o dva roky později – 3. října 2002. Hra je z většiny bezplatná a dostupná v mnoha jazykových verzích. V současnosti má několik desítek milionů hráčů po celém světě.[zdroj?]

## Hra
Hráč se může bezplatně zaregistrovat pod jménem a heslem. Každý herní vesmír je rozdělen na galaxie, ty jsou rozděleny na hvězdné systémy a ty se dále dělí do nejmenších oblastí – samotných planet. Každý systém má 15 pozic pro možné planety. Pozice hráče v tomto světě se pak označuje číselně, např. 1:111:11 – takový hráč je v první galaxii, 111. systému a na 11. planetě.
Na počátku hry je hráč postaven do role budovatele své první planety o určité velikosti, jež má určitou pozici ve vesmíru. Musí se postarat o vybudování zařízení, zásobujících jeho planetu materiálem, jako doly a elektrárny. Hlavní tři materiály jsou kovy, krystaly a deuterium. Pak může hráč přistoupit k budování jeho továren a může začít vyvíjet technologie. Hráč se pak dostává do stádia, kdy je hlavní náplní hry interakce s jinými hráči a vylepšování úrovně vyspělosti všeho na planetě. Hráči mohou zakládat aliance, mohou vyhlašovat války, bojovat mezi sebou, obchodovat, či se navzájem vykořisťovat. Víceméně je snahou hráče dostat se na vyšší pozice ve statistikách.
Ve hře mohou hráči také podnikat expedice do neprobádaného prostoru nebo po velkých bitvách mohou také vzniknout k planetám měsíce. Hru lze hrát spoustou různých strategií.

### Temná hmota
Pokud hráč chce, může si za reálné peníze prostřednictvím např. SMS nebo PayPalu pořídit tzv. Temnou hmotu (hráč ji může získat i na expedicích). Ve hře je popisována jako tajemná vysokoenergetická vesmírná substance, jež má vysokou cenou. Hráč může Temnou hmotu prodat a tím si pořídit do hry dočasná vylepšení (např. při vylepšení "geolog" je na hráčovu planetu najat geolog, jenž svými schopnostmi zvýší produkci všech dolů). Díky Temné hmotě může také hráč zvýšit krátkodobě svou produkci dolů nebo získat suroviny.

## Seznam českých vesmírů
V minulosti hry proběhlo několik slučování vesmírů. K datu 4. listopadu 2016 je v provozu devět vesmírů:
- Andromeda
- Barym
- Jupiter
- Kassiopeia
- Sirius
- Wasat
- Xalynth
- Yakini
- Zagadra – nejnovější

Již nefunkční vesmíry:
- Electra

- Hydra
- Io
- Leo
- Mizar
- Nekkar
- Orion
- Pegasus
- Quantum
- Rigel
- Taurus
- Ursa
- Vega